# Stilobezzia tasmaniensis
Stilobezzia tasmaniensis är en tvåvingeart som beskrevs av Lee 1948. Stilobezzia tasmaniensis ingår i släktet Stilobezzia och familjen svidknott. Inga underarter finns listade i Catalogue of Life.